# Championnat du Paraguay de football 1950
Navigation
Édition précédente Édition suivante
| \| Asuncion: · Olimpia · Nacional · Sol de América · Guaraní · Cerro Porteño · River Plate · Atlántida Asuncion Club Presidente Hayes Club Sportivo Luqueño Sportivo San Lorenzo \| Localisation des clubs engagés dans le championnat. |
| Asuncion: · Olimpia · Nacional · Sol de América · Guaraní · Cerro Porteño · River Plate · Atlántida Asuncion Club Presidente Hayes Club Sportivo Luqueño Sportivo San Lorenzo                                                           |

La 40e édition du championnat du Paraguay de football est remportée par le Cerro Porteño. C’est le dixième titre de champion du club. Cerro Porteño l’emporte avec deux points d’avance sur Club Libertad et trois points devant Club Olimpia. 
Darío Jara Saguier est le meilleur buteur du championnat avec 18 buts.

## Les clubs de l'édition 1950
| Club                  | Stade | Capacité | Ville       |
| --------------------- | ----- | -------- | ----------- |
| Atlántida Sport Club  | -     | -        | Asuncion    |
| Club Cerro Porteño    | -     | -        | Asuncion    |
| Club Guaraní          | -     | -        | Asuncion    |
| Club Libertad         | -     | -        | Asuncion    |
| Club Nacional         | -     | -        | Asuncion    |
| Club Olimpia          | -     | -        | Asuncion    |
| Club Presidente Hayes | -     | -        | Tacumbu     |
| Club River Plate      | -     | -        | Asuncion    |
| Club Sol de América   | -     | -        | Asuncion    |
| Sportivo Luqueño      | -     | -        | Luque       |
| Sportivo San Lorenzo  | -     | -        | San Lorenzo |

## Compétition

### Classement
| Rang | Équipe                   | Pts | J  | G | N | P | Bp | Bc | Diff |
| ---- | ------------------------ | --- | -- | - | - | - | -- | -- | ---- |
| 1    | Club Cerro Porteño       | 28  | 20 | ? | ? | ? | 0  | 0  | 0    |
| 2    | Club Libertad            | 26  | 20 | ? | ? | ? | 0  | 0  | 0    |
| 3    | Club Olimpia             | 25  | 20 | ? | ? | ? | 0  | 0  | 0    |
| 4    | Sportivo Luqueño         | 22  | 20 | ? | ? | ? | 0  | 0  | 0    |
| 5    | Club Nacional            | 20  | 20 | ? | ? | ? | 0  | 0  | 0    |
| 6    | Club Guaraní (T)         | 20  | 20 | ? | ? | ? | 0  | 0  | 0    |
| 7    | Club Presidente Hayes    | 20  | 20 | ? | ? | ? | 0  | 0  | 0    |
| 8    | Club Sol de América      | 17  | 20 | ? | ? | ? | 0  | 0  | 0    |
| 9    | Sportivo San Lorenzo (P) | 15  | 20 | ? | ? | ? | 0  | 0  | 0    |
| 10   | Club River Plate         | 14  | 20 | ? | ? | ? | 0  | 0  | 0    |
| 11   | Atlántida Sport Club     | 12  | 20 | ? | ? | ? | 0  | 0  | 0    |

| Légende : Qualifications et relégations | Légende : Qualifications et relégations |
| --------------------------------------- | --------------------------------------- |
|                                         | Champion du Paraguay                    |
|                                         | Relégation en deuxième division         |
|                                         | (T) : Tenant du titre (P) : Promus      |

## Bilan de la saison
| Championnat du Paraguay de football 1950                             |                           |
| Champion                                                             | Cerro Porteño (10e titre) |
| Promotions et relégations                                            |                           |
| Promus en Primera División                                           | Sport Colombia            |
| Relégués en Championnat du Paraguay de football de deuxième division | Atlántida Sport Club      |

## Statistiques

### Meilleur buteur
- Darío Jara Saguier (Cerro Porteño) 18 buts